# Acanthomigdolus quadricollis
Acanthomigdolus quadricollis är en skalbagge som först beskrevs av Henry Walter Bates 1875.  Acanthomigdolus quadricollis ingår i släktet Acanthomigdolus och familjen långhorningar. Den förekommer i Argentina och Chile. Inga underarter finns listade i Catalogue of Life.